# Lentsweletau
Lentsweletau is een dorp in het district Kweneng in Botswana. De plaats telt 4916 inwoners (2011).